# Sesbania macrantha
Sesbania macrantha är en ärtväxtart som beskrevs av Edwin Percy Phillips och John Hutchinson. Sesbania macrantha ingår i släktet Sesbania och familjen ärtväxter. Utöver nominatformen finns också underarten S. m. levis.